# Psila andreji
Psila andreji är en tvåvingeart som beskrevs av Shatalkin 1996. Psila andreji ingår i släktet Psila och familjen rotflugor. Inga underarter finns listade i Catalogue of Life.